# Matěj z Janova

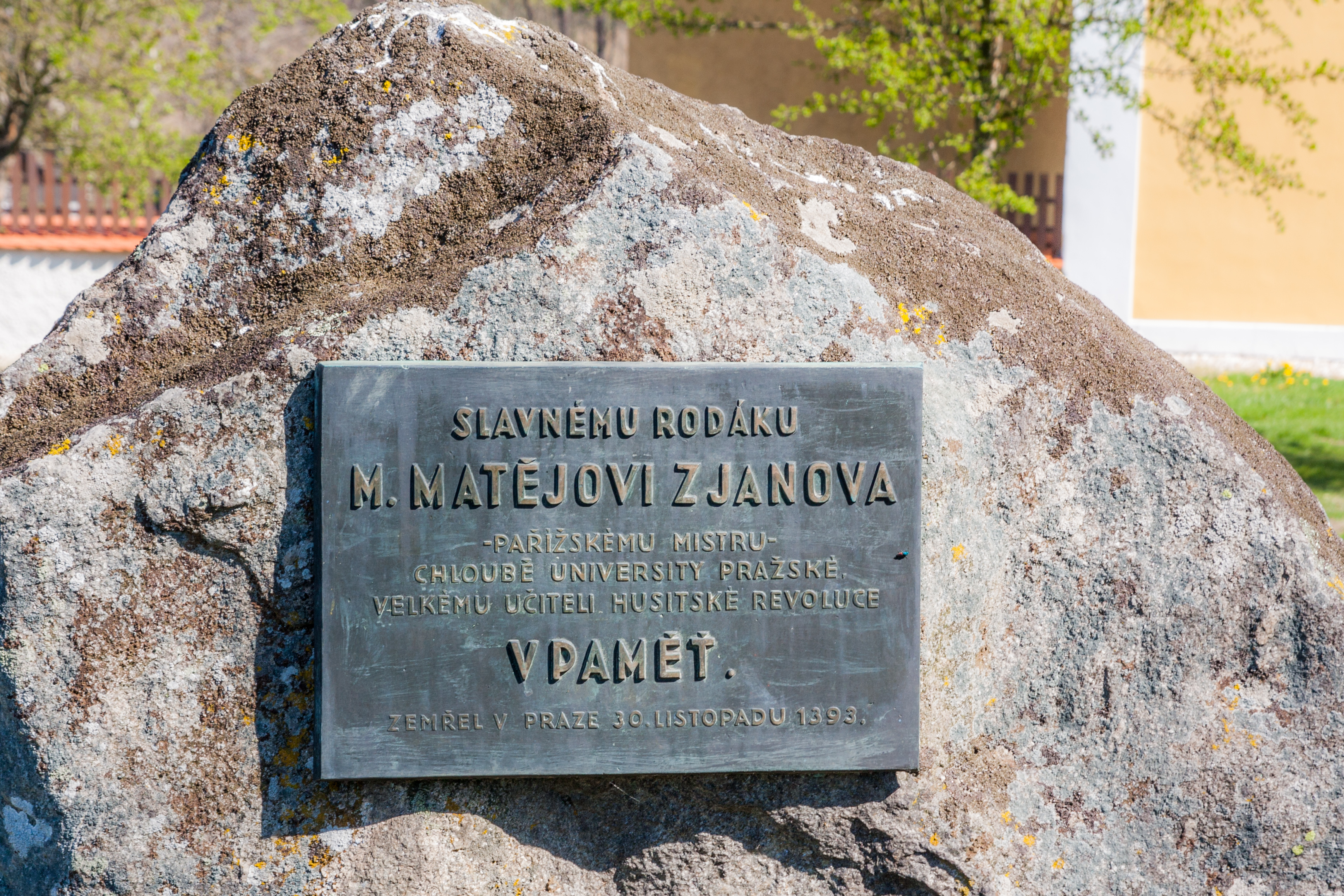
Památník Matěje z Janova v Janově u Mladé Vožice

Matěj z Janova (mezi lety 1350 až 1355 Janov – 30. listopadu 1393 Praha) byl český katolický kněz a kazatel, církevní reformátor a spisovatel, řazený mezi tzv. „předchůdce Husovy“ a mezi nejvýznamnější představitele rané české reformace.

## Život
Matěj se narodil v jihočeském Janově u Mladé Vožice, nedaleko Malého Ježova, rodiště jeho o generaci staršího přítele Vojtěcha Raňků. Vojtěch pak Matěje podpořil na jeho studiích. Jako mladý muž se Matěj setkal v Praze s Milíčem z Kroměříže, jenž na něj hluboce zapůsobil a o němž později napsal v rámci svých Regulí celou kapitolu. Na rozdíl od Milíče však Matěj neprosazoval ideál života v chudobě.[zdroj?] Od roku 1373 Matěj studoval v Paříži na Sorbonně, kde se ho ujal Vojtěch Raňkův z Ježova. V roce 1376 dosáhl titulu mistra svobodných umění a poté pokračoval ve studiu teologie a zároveň přednášel na artistické fakultě. Po roztržce na pařížské univerzitě v souvislosti s papežským schizmatem roku 1381 opustil Paříž (francouzský král podporoval avignonského papeže, naproti tomu Matěj papeže římského). Podnikl cestu do Říma a posléze se vrátil do Prahy. Po návratu získal hodnost svatovítského kanovníka, ovšem neplynuly mu z ní žádné příjmy. Finančního zajištění se mu dostalo až v roce 1388 se ziskem fary ve Velké Vsi u Podbořan v tehdejším kadaňském děkanátu. Jak bylo tehdy zvykem, svou faru osobně nespravoval, ale žil nadále v Praze. V Praze Matěj kázal ve svatovítské katedrále a v kostele svatého Mikuláše na Starém Městě pražském. Kázání pronášel v češtině. Možná též pokračoval ve studiu teologie na pražské univerzitě.
Matěj se brzy dostal do podezření z hereze. Synodou pražské arcidiecéze byl 18. října 1388 donucen odvolat pět bludných článků, které se týkaly uctívání svatých a jejich ostatků, otázky mystického těla Kristova a častého přijímání svátosti eucharistie. O den později synoda zakázala časté svaté přijímání (po svém mystickém zážitku změnil arcibiskup Jan z Jenštejna názor a časté přijímání bylo povoleno synodou v roce 1391). Matěj byl též na půl roku zbaven oprávnění kázat v Praze, čímž získal čas na psaní svých již započatých Regulí, v nichž dále rozváděl své teologické názory. Snažil se v nich odhalovat projevy falešného křesťanství, například zištné praktiky světského i řeholního kléru nebo povrchní úctu k obrazům a relikviím svatých.
Učení Matěje z Janova bylo ještě jednou prověřováno pražským arcibiskupem. Matěj musel předložit ke kontrole opisy svých dvou děl a měl dočasně zakázán výkon kněžských funkcí. Matěj se nechtěl bouřit proti církevní autoritě a 13. září 1392 slíbil v přítomnosti generálního vikáře Jana z Pomuku poslušnost pražskému arcibiskupovi, načež mohl nadále působit v kněžském úřadu. Literatura není zajedno ohledně data Matějova úmrtí, některé zdroje uvádí rok 1393, zatímco jiné až rok 1394.
Kázal latinsky, pro učence. V kázáních kritizoval kult svatých a uctívání jejich ostatků, stav žebravých mnichů považoval za zbytečný, požadoval častou účast na svátosti eucharistie. Své myšlenky však Matěj shrnul v latinském spise Regulae Veteris et Novi Testamenti (Pravidla Starého a Nového zákona), v němž požadoval návrat k ideálům prvotní apoštolské církve. Argumenty pro své učení hledal především v Bibli, protože Bible jako slovo Boží byla pro tyto účely nejvyšší autoritou (identické myšlenky ohledně role Bible v církvi a náboženství zastával i Jan Viklef). To mělo velký význam pro pozdější husitské hnutí, které opíralo své požadavky rovněž o autoritu Bible a snažilo se proto Bibli zpřístupnit i prostému lidu.

## Dílo
- Regulae Veteris et Novi Testamenti, pět knih v šesti svazcích, dokončeno 1392
- Tractatus de praecepti Domini